# ニュートンの林檎 〜初めてのベスト盤〜
『ニュートンの林檎 〜初めてのベスト盤〜』（ニュートンのりんご はじめてのベストばん、英題: Apple of Universal Gravity）は、2019年11月13日にユニバーサルミュージックより発売された日本のシンガーソングライター・椎名林檎による初のベスト・アルバム。

## 概要
1998年から2019年までのシングル14枚、アルバム9枚を総括した椎名林檎初のオールタイム・ベスト（東京事変は含まない）。CD2枚組で構成されており、各ディスクには1曲ずつ新曲が収録され、Disc 1には本作のために書き下ろされた宇多田ヒカルとのデュエット曲「浪漫と算盤 LDN ver.」、Disc 2にはテレビ朝日系の金曜ナイトドラマ『時効警察はじめました』の主題歌である「公然の秘密」が収録された。なお、すべての楽曲はレコーディング・エンジニアの井上雨迩がミックスを全編アップデートしたリニューアル音源となっている。
曲は発表順ではなく、アルバム収録順を基本として収録されている。シングル収録曲は「迷彩」「目抜き通り」を除く全曲がシングルバージョンで収録されているため、長らくアルバム未収録だった「幸福論」「真夜中は純潔」「茎 (STEM) ～大名遊ビ編～」「りんごのうた」が初収録となった他、「ギブス」「罪と罰」はシングルバージョンがアルバム初収録となった。
また、初回生産限定盤のみ特典として以下の三大特典が付いてくる。
- ボーナストラック
  - Disc1にはDJ neetskillsによる「丸ノ内サディスティック (neetskills remix)」、Disc2には配信シングル『ジユーダム』より「ジユーダム (ヒャダインのリリリリ☆リミックス)」が収録される。
- 特製！ 重力半減ケース
- AR（拡張現実）対応ブックレット

## 楽曲一覧
| #         | タイトル                                              | 作詞      | 作曲・編曲 | 編曲者                         | 時間 |
| --------- | ----------------------------------------------------- | --------- | ---------- | ------------------------------ | ---- |
| 1.        | 「浪漫と算盤 LDN ver.」(歌唱：椎名林檎と宇多田ヒカル) |           |            | 椎名林檎 村田陽一 （管弦打）   | 4:26 |
| 2.        | 「幸福論」(同名シングル（1998）より)                  |           |            | 亀田誠治                       | 3:42 |
| 3.        | 「すべりだい」(『幸福論』より)                        |           |            | 亀田誠治                       | 4:00 |
| 4.        | 「正しい街」(『無罪モラトリアム』（1999）より)        |           |            | 亀田誠治                       | 3:52 |
| 5.        | 「歌舞伎町の女王」(『無罪モラトリアム』より)          |           |            | 亀田誠治                       | 2:55 |
| 6.        | 「丸ノ内サディスティック」(『無罪モラトリアム』より)  |           |            | 亀田誠治                       | 3:55 |
| 7.        | 「ここでキスして。」(『無罪モラトリアム』より)        |           |            | 亀田誠治                       | 4:19 |
| 8.        | 「ギブス」(『勝訴ストリップ』（2000）より)            |           |            | 亀田誠治 椎名林檎              | 5:29 |
| 9.        | 「罪と罰」(『勝訴ストリップ』より)                    |           |            | 亀田誠治 椎名林檎              | 4:41 |
| 10.       | 「本能」(『勝訴ストリップ』より)                      |           |            | 亀田誠治 椎名林檎              | 4:15 |
| 11.       | 「真夜中は純潔」(同名シングル（2001）より)            |           |            | 東京スカパラダイスオーケストラ | 4:18 |
| 12.       | 「迷彩」(『加爾基 精液 栗ノ花』（2003）より)          |           |            | 椎名林檎 井上雨迩              | 3:46 |
| 13.       | 「茎(STEM) 〜大名遊ビ編〜」(同名シングル（2003）より) |           |            | 森俊之                         | 4:20 |
| 14.       | 「りんごのうた」(同名シングル（2003）より)            |           |            | 服部隆之                       | 3:27 |
| 合計時間: | 合計時間:                                             | 合計時間: | 57:25      |                                |      |

| #   | タイトル                                                                | 作詞 | 作曲・編曲 | 編曲者        | 時間 |
| --- | ----------------------------------------------------------------------- | ---- | ---------- | ------------- | ---- |
| 15. | 「丸ノ内サディスティック neetskills remix」(『不惑の余裕』（2018）より) |      |            | DJ neetskills | 3:10 |

| #         | タイトル                                                             | 作詞      | 作曲・編曲 | 編曲者                      | 時間 |
| --------- | -------------------------------------------------------------------- | --------- | ---------- | --------------------------- | ---- |
| 1.        | 「公然の秘密」                                                       |           |            | 椎名林檎 村田陽一（管弦打） | 3:01 |
| 2.        | 「この世の限り」(歌唱：椎名林檎と椎名純平；『平成風俗』（2007）より) |           |            | 斎藤ネコ                    | 3:28 |
| 3.        | 「流行」(『三文ゴシップ』（2009）より)                               |           |            | ヒイズミマサユ機 椎名林檎   | 4:17 |
| 4.        | 「旬」(『三文ゴシップ』より)                                         |           |            | J.A.M 斎藤ネコ（弦）        | 4:47 |
| 5.        | 「自由へ道連れ」(『日出処』（2014）より)                             |           |            | 椎名林檎                    | 3:33 |
| 6.        | 「カーネーション」(『日出処』より)                                   |           |            | 斎藤ネコ                    | 2:59 |
| 7.        | 「NIPPON」(『日出処』より)                                           |           |            | 椎名林檎 斎藤ネコ（弦）     | 3:53 |
| 8.        | 「ありあまる富」(『日出処』より)                                     |           |            | いまみちともたか            | 5:40 |
| 9.        | 「青春の瞬き」(『逆輸入 〜港湾局〜』（2014）より)                    |           |            | 冨田恵一                    | 5:18 |
| 10.       | 「人生は夢だらけ」(『逆輸入 ～航空局～』（2017）より)                |           |            | 村田陽一                    | 3:14 |
| 11.       | 「おいしい季節」(『逆輸入 ～航空局～』より)                          |           |            | 椎名林檎 斎藤ネコ（弦）     | 4:17 |
| 12.       | 「獣ゆく細道」(歌唱：椎名林檎と宮本浩次；『三毒史』（2019）より)     |           |            | 笹路正徳                    | 3:42 |
| 13.       | 「長く短い祭」(歌唱：椎名林檎と浮雲；『三毒史』より)                 |           |            | 椎名林檎 村田陽一（管）     | 4:09 |
| 14.       | 「目抜き通り」(歌唱：椎名林檎とトータス松本；『三毒史』より)         |           |            | 斎藤ネコ                    | 3:14 |
| 合計時間: | 合計時間:                                                            | 合計時間: | 55:32      |                             |      |

| #   | タイトル                                                                 | 作詞 | 作曲・編曲 | 編曲者     | 時間 |
| --- | ------------------------------------------------------------------------ | ---- | ---------- | ---------- | ---- |
| 15. | 「ジユーダム ヒャダインのリリリリ☆リミックス」(同名シングル（2016）より) |      |            | 前山田健一 | 2:27 |

## チャート成績
2019年11月12日付のオリコンデイリーアルバムランキングで初登場1位を獲得。
2019年11月25日付のオリコン週間アルバムランキングでは97,212枚を売り上げ、初登場1位を獲得。椎名林檎のアルバムが1位を獲得したのは「三文ゴシップ」以来10年5か月ぶり、通算6作目となった。
2019年11月25日付のBillboard Japan Hot Albumsでは初登場1位を獲得した。
2019年11月度のオリコン月間アルバムランキングでは150,218枚を売り上げ、1位を獲得した。